# Kerk van de Heilige Paraskeva (Lviv)
De Kerk van de Heilige Paraskeva (Oekraïens: Церква святої Параскеви П'ятниці) is een aan de voet van de Burchtheuvel gelegen kerkgebouw in het centrum van de Oekraïense stad Lviv.
De orthodoxe Paraskevakerk werd in 1645 op de plaats van een vroeger godshuis gebouwd op initiatief van de Moldavische prins Vasile Lupu.
Het eenschepige gebouw heeft een duidelijk defensief karakter; de muren zijn dik, de vensters klein en er zijn schietgaten in de bovenste delen van de kerk. Het gebouw kent een achthoekige apsis. In de muur herinnert een gevelsteen uit de bouwperiode met het wapen van het voormalige prinsdom Moldavië, een oeros met de zon, maan en ster, aan de stichter van de kerk.
In 1885 vond er een restauratie plaats. De hoge vierkante toren is geïntegreerd in het kerkschip en werd in 1908 van een nieuwe spits voorzien met op de hoeken kleine torentjes.
In de jaren 1987-1990 werd tegenover de toren een nieuwe, bij de kerk passende, klokkentoren gebouwd.
Het interieur van de Paraskevakerk bleef goed bewaard. Blikvanger is de grote vergulde iconostase met zes geledingen. De iconostase werd gemaakt door ambachtslieden uit Lemberg in het begin van de 17e eeuw en bevat meer dan 70 iconen. Verreweg de meeste iconen dateren uit de 17e eeuw, in de 19e eeuw werden er enkele nieuwe iconen toegevoegd.

## Afbeeldingen

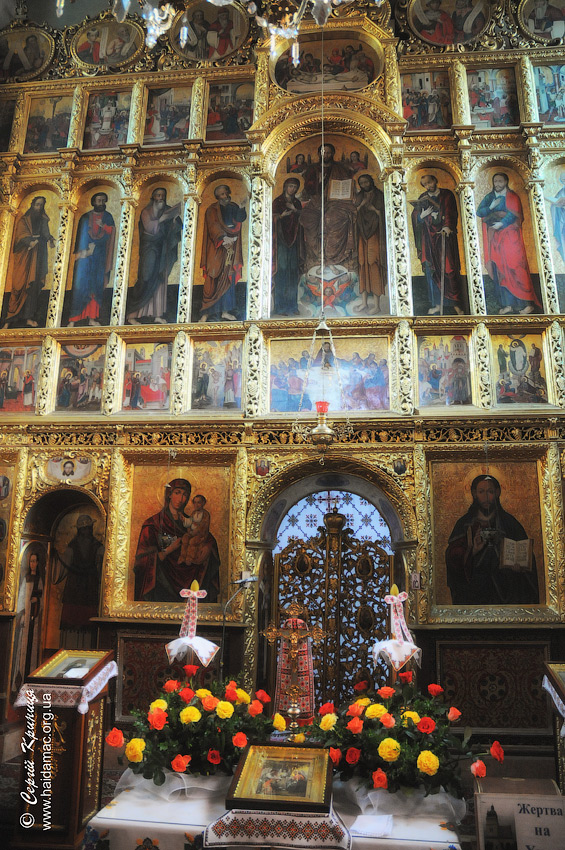
Iconostase
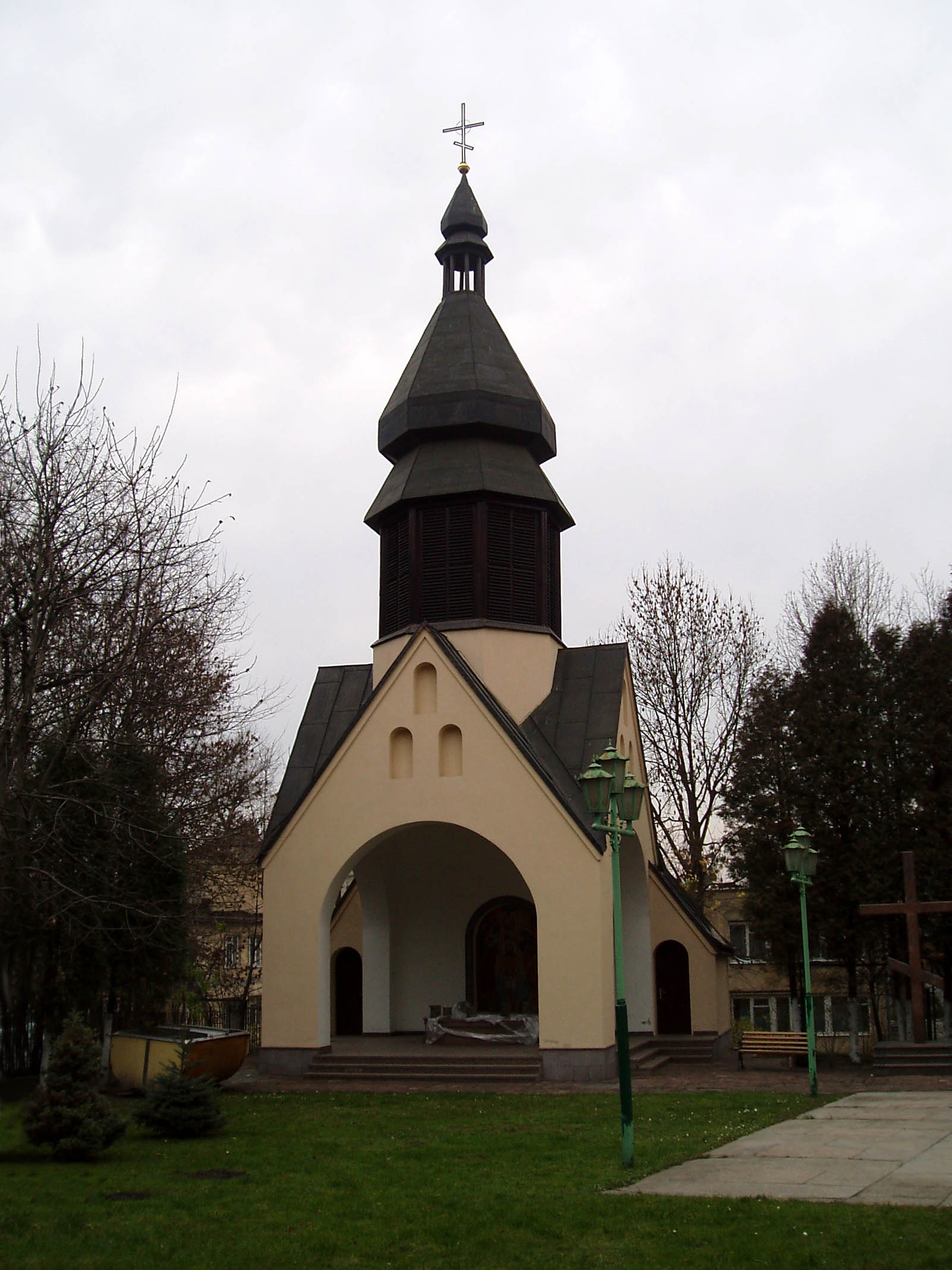
Klokkentoren (1987-1990)
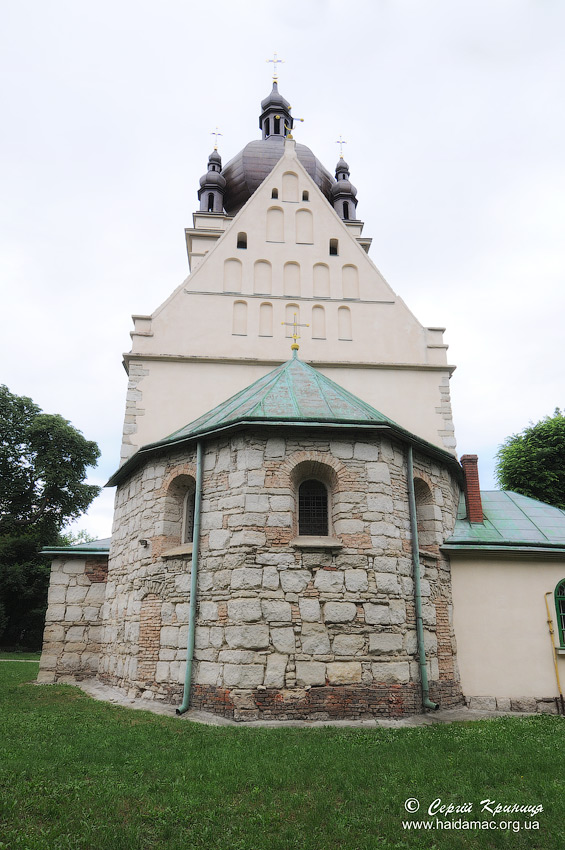
Apsis
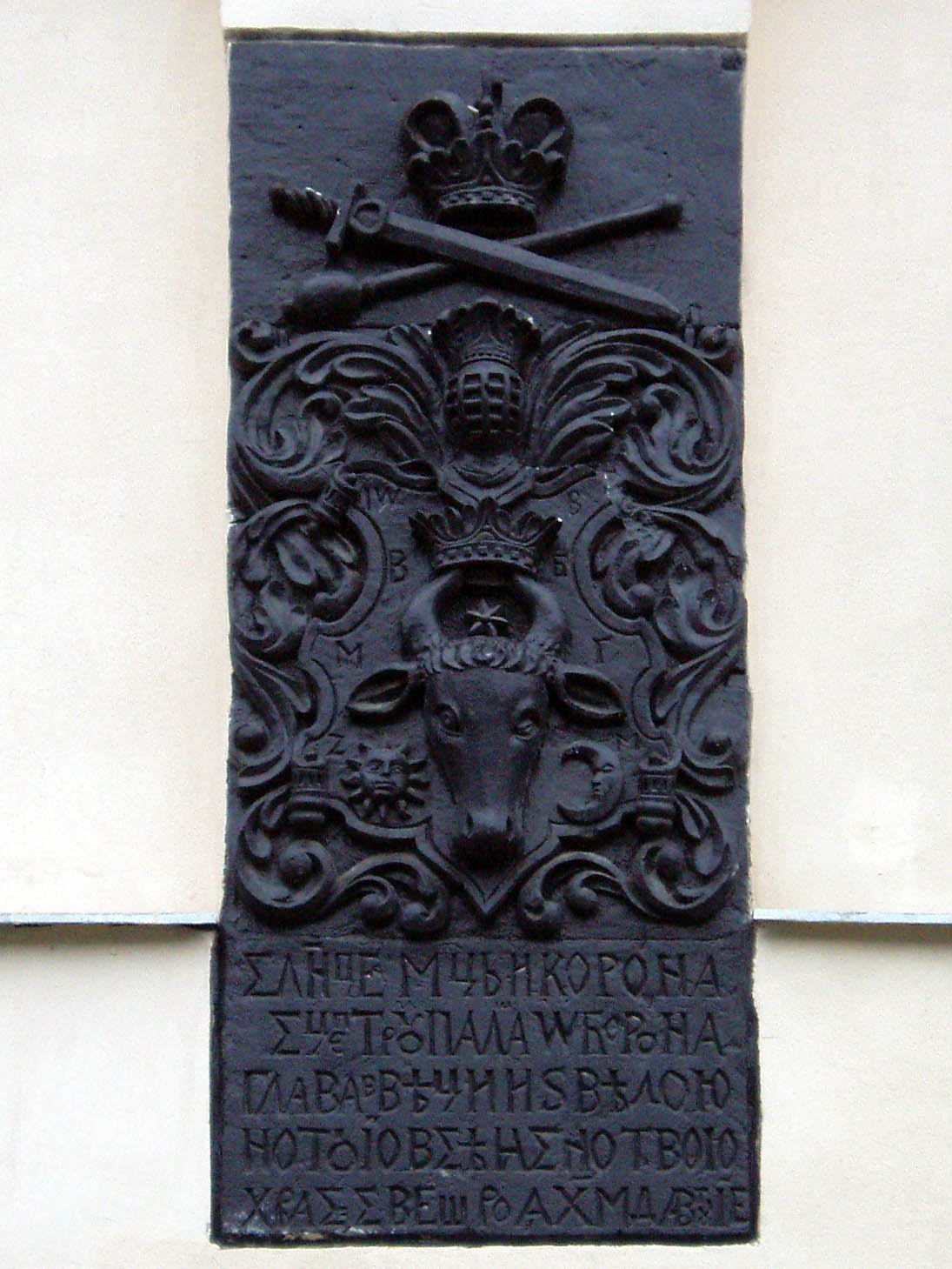
Wapen prinsdom Moldavië